# Mormoops blainvillii
Espèce
Synonymes
- Mormoops blainvillei

Statut de conservation UICN

 LC  : Préoccupation mineure
Mormoops blainvillii ou Mormoops blainvillei est une espèce de chauve-souris de la famille des Mormoopidae. On la rencontre à Cuba, à la République dominicaine, à Haïti, à la Jamaïque et à Porto Rico.

## Description
La couleur de ces chauves-souris va d'une cannelle pâle à une couleur plus rougeâtre, montrant une pigmentation plus foncée sur la face dorsale par opposition à la face ventrale. Aucun spécimen en mue n'a été observé et aucune variation géographique de couleur n'a été étudiée, observée ou documentée.
Comme d'autres espèces du genre Mormoops, la chauve-souris antillaise à visage fantôme présente des excroissances faciales élaborées et complexes et des appendices en forme de feuilles. Le visage présente des narines situées sur un coussinet charnu et des poils grossiers dépassant des deux lèvres. Ces fonctionnalités facilitent l'écholocation.

## Registre Fossile
Les archives fossiles de cette espèce sont limitées et clairsemées, mais les preuves trouvées indiquent une aire de répartition plus large qui s'étendait auparavant à toutes les îles des Caraïbes ainsi qu'aux Bahamas.

## Écologie

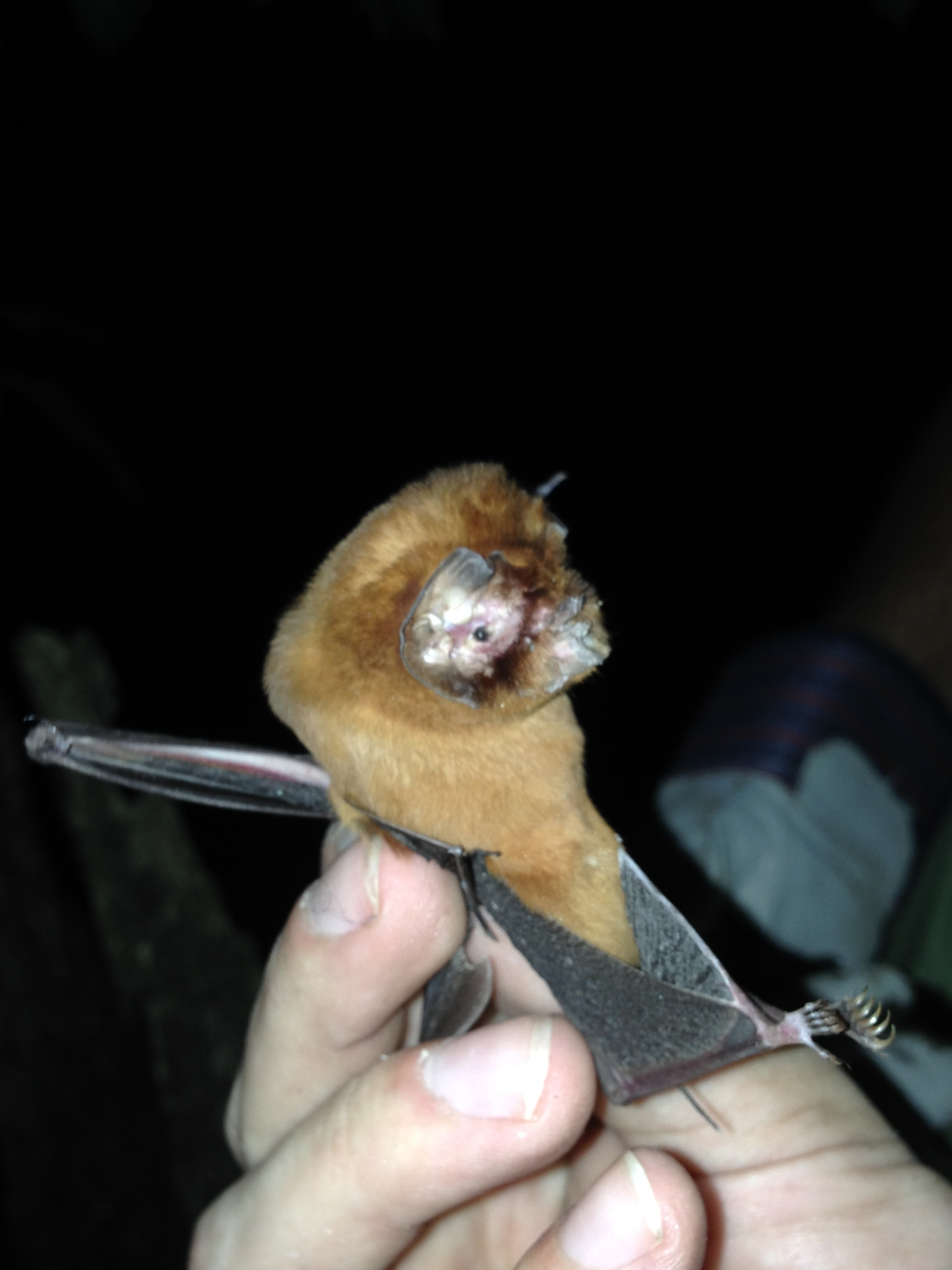

Mormoops blainvillii ou Mormoops blainvillei a été principalement observée se percher dans des grottes plus profondes et plus abritées ou dans des puits de mine abandonnés, par opposition aux grottes à entrées multiples. Ici, elle cohabite avec d’autres espèces de chauves-souris.
L'analyse du contenu de l'estomac a montré que ces chauves-souris se nourrissent exclusivement d'insectes, qu'elles attrapent à l'aide d'une poche formée par la grande membrane caudale en forme de feuille. Les proies ciblées, principalement des papillons de nuit, sont capturées en plein air.

## Sources
- (en) Cet article est partiellement ou en totalité issu de l’article de Wikipédia en anglais intitulé « Antillean ghost-faced bat » (voir la liste des auteurs).